# Gai Celi
|  | Per a altres significats, vegeu «Gai Celi (desambiguació)». |

Gai Celi (llatí: Gaius Cælius) va ser un magistrat romà. Formava part de la gens Cèlia, una antiga família romana que deia que eren d'origen etrusc.
Va ser elegit tribú de la plebs a l'antiga Roma l'any 51 aC. És famós perquè va ser partidari de Juli Cèsar i va vetar, juntament amb alguns dels seus col·legues, els decrets que el senat romà havia dirigit contra Cèsar.